# Plusiocalpe atalanta
Plusiocalpe atalanta är en fjärilsart som beskrevs av Pierre E.L. Viette 1968. Plusiocalpe atalanta ingår i släktet Plusiocalpe och familjen trågspinnare. Inga underarter finns listade i Catalogue of Life.